# Stilul Henric al IV-lea

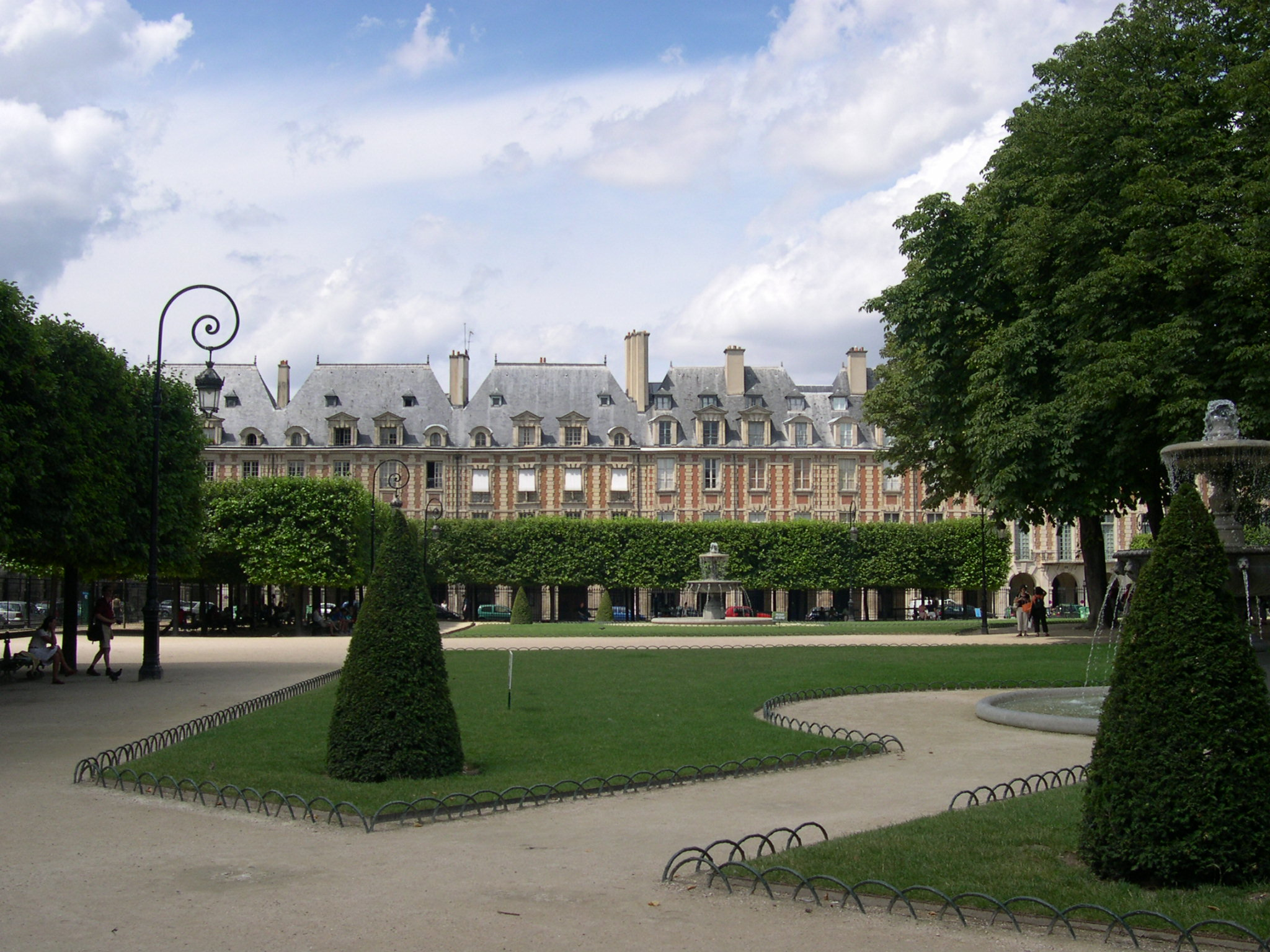
Place des Vosges

Stilul Henric al IV-lea a fost idiomul arhitectural predominant în Franța, sub patronajul lui Henric al IV-lea (1589–1610). Modernizarea Parisului a fost o preocupare majoră a lui Henric, iar Place des Vosges e cel mai mare monument al stilului său arhitectural și al planificării urbane. Printre celelalte lucrări ale lui Henric se numără Pont Neuf, Place Dauphine și unele renovări la Castelul Fontainebleau.
Chiar dacă a doua Școală de la Fontainebleau era activă în pictură la acea vreme, în general nu e considerată parte a stilului Henric al IV-lea. Stilul poate să fie caracterizat prin declarația a Encyclopædia Britannica, conform căreia Henric era un om al „marilor concepte, care nu s-a pierdut în detalii”.